# 151 Abundantia
Abbondanza (151 Abundantia) è un piccolo asteroide roccioso della fascia principale del sistema solare.

## Storia
Abundantia fu scoperto il 1º novembre 1875 dall'astronomo austriaco Johann Palisa dall'Osservatorio della marina di Pola (penisola d'Istria, attualmente in Croazia), di cui fu direttore dal 1872 al 1880, mediante un telescopio rifrattore da 6 pollici. Fu battezzato così in onore di Abundantia, dea romana della buona sorte, dell'abbondanza e della prosperità. Il nome fu scelto da Edmund Weiss, direttore dell'Osservatorio di Vienna, per celebrare il crescente numero di asteroidi individuati nel precedente decennio.